# Engelberga (esposa de Luís II)
Engelberga (m. entre 896 e 901) foi uma imperatriz do Ocidente e rainha da Itália do século IX pelo seu casamento com Luis II, o Jovem.

## Biografia
Casou-se por volta de 851 ou 852 com Luis II, o Jovem, que seu pai, Lotário I investiu com a dignidade imperial em 850. Lotário morreu em 855, e Luís herdou a Itália. Por volta de 868, ela organiza uma entrevista entre o papa Adriano II e seu cunhado Lotário II, que procura resolver a sua situação conjugal, na esperança de se divorciar de sua esposa Teutberga, para se casar com sua amante Valdrada , e legitimar seus filhos. Mas a entrevista for um fracasso, e Lotário II morreu a 8 de agosto de 869 sem filhos legítimos.
Parece que Engelberga acompanhada seu marido numa expedição contra Adalgis, príncipe de Benevento, quando este é capturado em agosto de 871. Ele é o bispo de Benevento, que era capaz de negociar e obter a libertação. Louis II, morreu a 12 de abril de 875.  · 
Viúva, ela se tornou freira, juntando-se à abadia de Saint-Sauveur de Brescia em 868, onde ela sucede a sua filha Gisela. Em 880, seu genro Bosão proclamou-se rei na Provença e o imperador Carlos, o Gordo, suspeita de Engelberga o apoiar, assim faz fechá-la num convento na Alemanha, para lhe permitir voltar para Itália em 882, após a derrota do Bosão. Promove a ascensão do seu neto Luis ao reino, antes de retirar-se para a abadia de Saint Sixtus de Placencia em 896.

## Posteridade
Engelberga deu à luz:
- Emengarda (852/855 † 896), casada por volta de 876 com Bosão, futuro rei da Provença.
- Gisela (852/855 † antes de 28 de abril, 868), abadessa de Saint-Sauveur de Brescia, na Lombardia.